# رینگ آو آنر
رینگ آو آنِر (به انگلیسی: Ring Of Honor) به‌طور خلاصه آر او اِچ (اختصاری ROH) یک شرکت کشتی حرفه‌ای آمریکایی مستقر در جکسون‌ویل، فلوریدا است که توسط تونی خان، مالک شرکت ای‌ئی‌دبلیو اداره می‌شود.
در طول دهه ۲۰۱۰، آر او اچ سومین شرکت بزرگ کشتی حرفه‌ای در ایالات متحده پس از دبلیودبلیوئی و تی‌ان‌ای محسوب می‌شد و در ابتدا با مدل پخش اینترنتی فعالیت می‌کرد. تحت مالکیت گروه سخن‌پراکنی سینکلر، این شرکت قراردادهای اشتراک استعداد با شرکت‌های کشتی حرفه‌ای خارج از آمریکا را آغاز کرد و از طریق ایستگاه‌های تحت تملک سینکلر، حضور تلویزیونی خود را گسترش داد. در سال ۲۰۱۸ نیز سرویس پخش خود با نام «آنر کلاب» را راه‌اندازی کرد.
در اواخر دهه ۲۰۱۰ و با دست و پنجه نرم کردن سینکلر با بدهی‌ها، رینگ آو آنر در پایان سال ۲۰۲۱ به حالت تعلیق در آمد. در مارس ۲۰۲۲، این شرکت به تونی خان که مالک شرکت کشتی حرفه‌ای ای‌ئی‌دبلیو بود، فروخته شد. در حال حاضر، آر او اچ به عنوان شرکت خواهر ای‌ئی‌دبلیو و برند آموزشی این شرکت فعالیت می‌کند.

## تاریخچه
کمپانی رسلینگ Ring of Honor، که به طور مختصر به ROH معروف است، در سال 2002 تأسیس شد.
ROH یکی از برجسته‌ترین کمپانی‌های رسلینگ مستقل در جهان است و مقر آن در آمریکا قرار دارد. 
از زمان تأسیس، ROH به عنوان مکملی برای کمپانی‌های بزرگ‌تر رسلینگ کار می‌کند. آن‌ها به تولید محتوای پرکیفیت، رقابت‌های هیجان‌انگیز و رویداد‌های بسیار متنوع شهرت دارند. 
ROH همچنین رپتواری از رسج های حرفه ای بزرگی دارد. افراد مشهوری مانند سی‌ام پانک، دنیل براین، کوین اونز، سث رالینز و ای جی استایلز در ROH شروع به حرفه‌ای کردند.
ROH معروف به فراهم کردن فرصت برای رسلرهای جدید نیز است و در گذشته دسته‌هایی از ستارگان را معرفی کردند که پس از آنها به چندین جایگاه بزرگ در کمپانی‌های رسلینگ بزرگتر رسیدند.
اکنون ROH یکی از منحصر به فردترین و جذابترین کمپانی‌های رسلینگ است که هواداران در سراسر جهان را به خود جلب کرده است. آن‌ها هرساله بیش از 100 رویداد زنده را در سراسر جهان برگزار می‌کنند.

## کُد آو آنِر

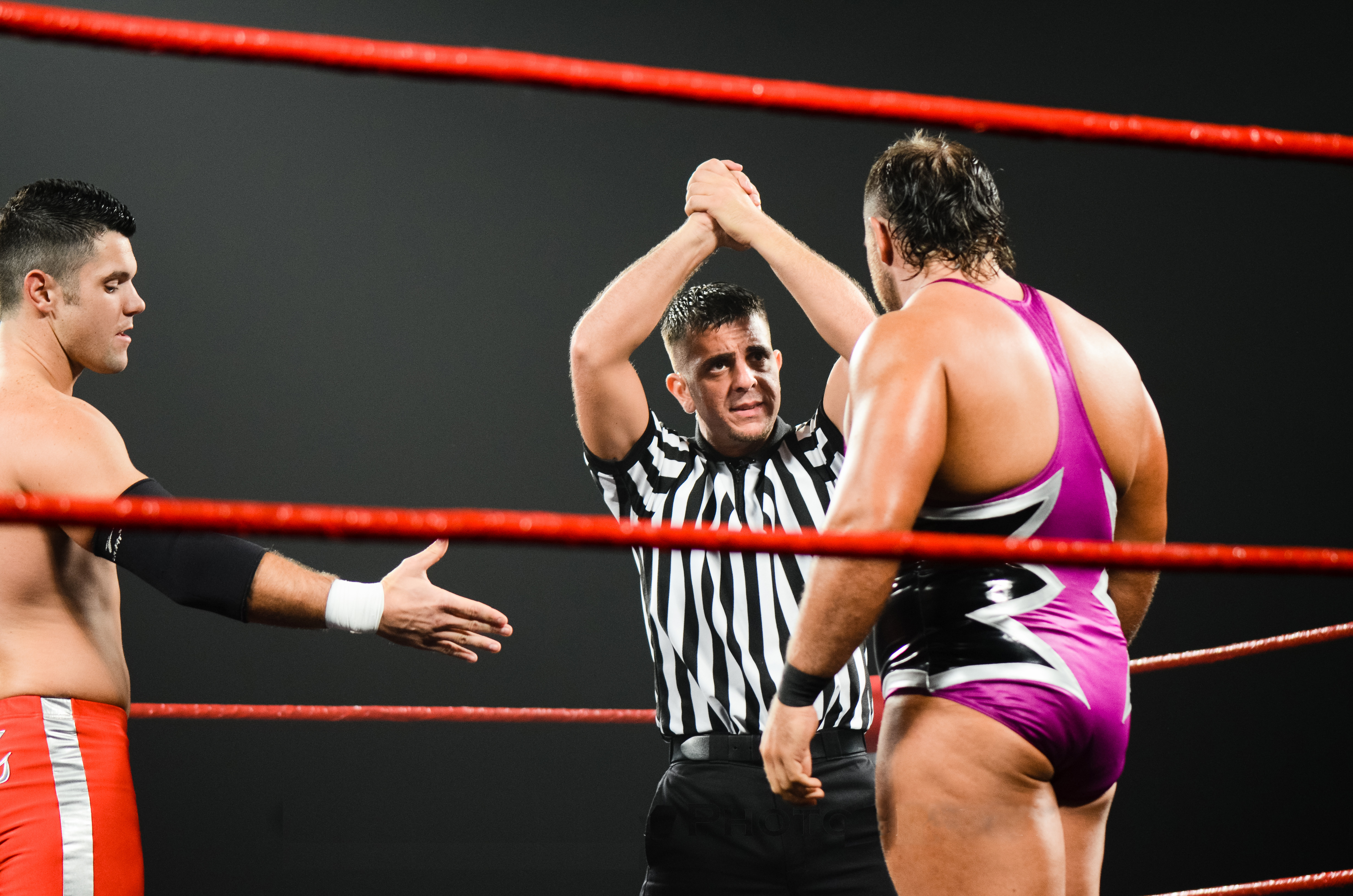
کُد آو آنِر به کشتی‌گیرها اجازه می‌دهد تا نقش منفی یا مثبت به خود بگیرند داور در این تصویر سعی دارد مایکل الگین رار اضی کند تا با اِدی ادواردز دست دهد.

آراُاِچ سری قوانینی با عنوان «کُد آو آنِر یا رمز افتخار» را وضع کرد تا رفتار مشخصی از کشتی‌گیران در رینگ انجام شود و این قوانین، آن را متمایز کرده‌اند. این قوانین برای برانگیختن احساسات مشابه به جوِ کشتی حرفه‌ای ژاپنی درست شدند. در ابتدا، آراُاِچ پنج «قانون» داشت که در هر برنامه به آنها اشاره می‌شد. آراُاِچ رعایت این قوانین را جزئ بخش اخلاقی خود می‌دانست که معمولاً به‌این ترتیب بودند:
1. باید با یکدیگر پیش و پس از مسابقه دست دهید
2. نباید دخالتی از بیرون صورت پذیرد
3. نباید حمله پنهانی صورت پذیرد
4. نباید داوران مورد حمله قرار گیرند
5. هر عملی که باعث سلب صلاحیت شود، رمز افتخار را نقض می‌کند